# Narty (województwo warmińsko-mazurskie)

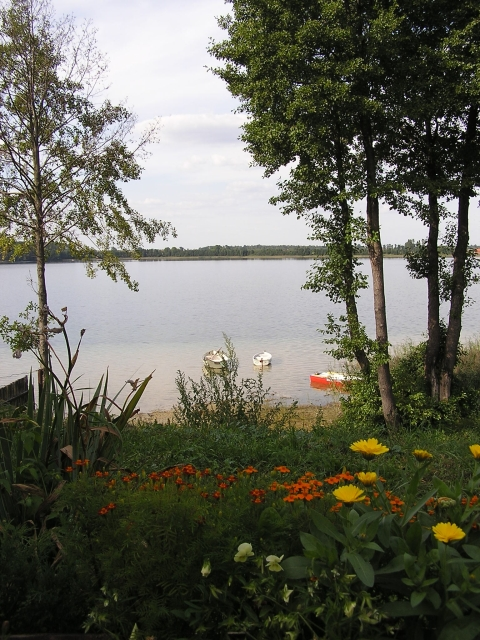
Jezioro Narty od strony wsi Narty

Narty (niem. Narthen) – wieś w Polsce położona w województwie warmińsko-mazurskim, w powiecie szczycieńskim, w gminie Jedwabno. W latach 1975–1998 miejscowość położona była w województwie olsztyńskim.
Położona na wzgórzach morenowych, nad jeziorem Świętajno (zwanym też Narty). Znany ośrodek wypoczynkowy, pola namiotowe i kempingi, kąpieliska, bindugi, wypożyczalnie sprzętu wodnego. Miejsce często odwiedzane przez amatorów wypraw nurkowych.
Wieś założona w 1571 r. przez Stanisława Witkowskiego. Pod koniec lat 60. XX w. we wsi mieściło się leśnictwo.

## Dobra kultury[3]
- dawna szkoła założona w XVIII wieku,
- na gruntach wsi na południe od niwy siedliskowej dobrze zachowane pozostałości fortyfikacji ziemnych z I wojny światowej.

## Sprawa Agnes Trawny
W 2005 Sąd Najwyższy zadecydował, że Agnes Trawny należy się zwrot ok. 59 hektarów gruntu, w tym gospodarstwo w Nartach zamieszkiwane przez rodziny Głowackich i Moskalików. Agnes Trawny wyznaczyła rodzinom opuszczenie majątku do 1 września 2009, jednak rodziny tego nie zrobiły. Pełnomocnik Agnes Trawny, mecenas Andrzej Jemielita, zapowiedział, że złoży pozew o eksmisję rodzin Moskalików i Głowackich. 